# Joey King
Joey Lynn King (Las Vegas, 30 juli 1999) is een Amerikaanse actrice, die het bekendst is van haar rol als Elle Evans in The Kissing Booth. Ze heeft twee zussen, Hunter King en Kelli King, die eveneens acteren.

## Filmografie
- Biblioteca Nacional de España: XX5061059
- Bibliothèque nationale de France: cb16523980z (data)
- Gemeinsame Normdatei: 1024786293
- International Standard Name Identifier: 0000 0001 2299 6505
- Library of Congress Control Number: no2010177808
- Nationale Bibliotheek van Tsjechië: xx0182601
- Virtual International Authority File: 160239959
- WorldCat: E39PBJfcK84TVx4k3BmxDmK68C